# Johan Peddemors
Johannes Willem (Johan) Peddemors (Amsterdam, 13 december 1858 – Groningen, 20 maart 1922) was een Nederlandse beeldhouwer en docent aan de Academie Minerva.

## Leven en werk
Peddemors was een zoon van Marten Peddemors, smid in Amsterdam, en Anna Maria Elisabeth Cornelia Buete. Hij werd opgeleid aan de Quellinusschool bij Eduard Colinet, Emil Van den Bossche en Louis Bourgonjon.
Hij werkte 1882-1883 in dienst van de praktijkwerkplaats van Quellinus aan het gebouw van de sociëteit Mutua Fides in Groningen van architect Dirk Kruijf. In de jaren 90 was hij betrokken bij bouw van het Hoofdstation. 
Vanaf 1883 was hij leraar boetseren en beeldhouwen aan Academie Minerva in Groningen tot hij in 1921 werd opgevolgd door Willem Valk.

## Werken (selectie)
- Buste Mgr. F.W.A. Jansen (1887), voor het gebouw van de Zusters van Liefde, Groningen[5][6]
- Grafmonument Jan Goeverneur (1894), Zuiderbegraafplaats, Groningen[7]
- Grafmonument G. van Milligen (1896), Zuiderbegraafplaats, Groningen
- Monument voor Adriaan Geerts Wildervanck (1898), naar een ontwerp van A.Th. van Elmpt, Wildervank[8]
- Buste Johannes Suringa (1904), Zuiderbegraafplaats, Groningen

### Fotogalerij

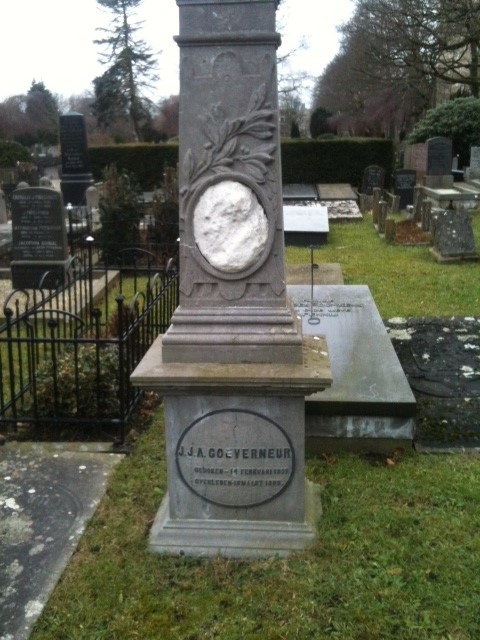
Gravemonument Jan Goeverneur (1894)
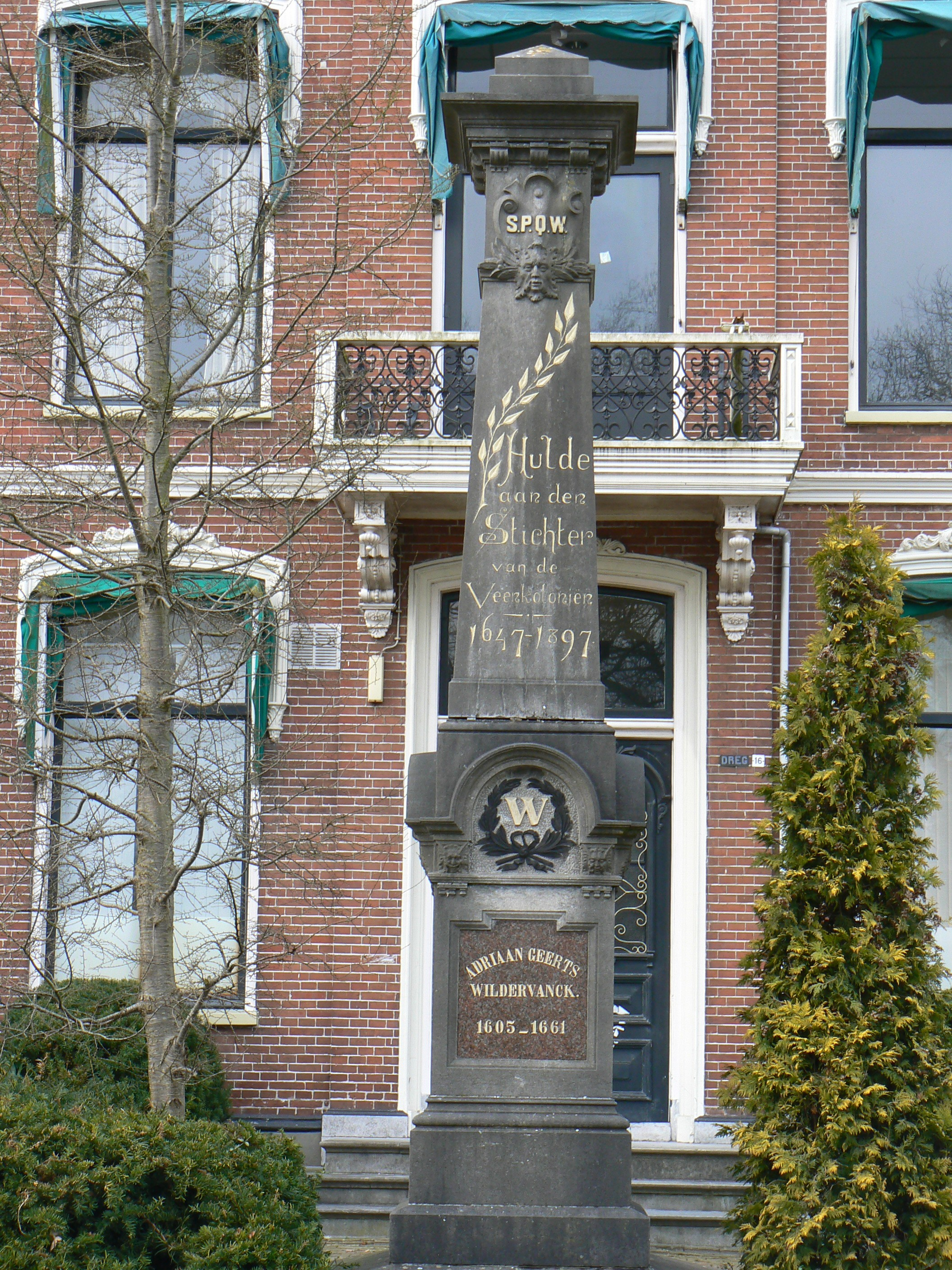
Monument voor Adriaan Geerts Wildervanck (1898)

- Biografisch Portaal: 83224293
- RKD-Nederlands Instituut voor Kunstgeschiedenis: 346300